# エドサル級護衛駆逐艦
| エドサル級護衛駆逐艦 | エドサル級護衛駆逐艦                                          | エドサル級護衛駆逐艦                       |
| -------------------- | ------------------------------------------------------------- | ------------------------------------------ |
| USS Edsall           |                                                               |                                            |
| 艦級概観             |                                                               |                                            |
| 艦種                 | 護衛駆逐艦                                                    | 護衛駆逐艦                                 |
| 艦名                 | 海軍功労者 1番艦はノーマン・エドサルに因む                    | 海軍功労者 1番艦はノーマン・エドサルに因む |
| 建造数               | 85隻                                                          | 85隻                                       |
| 運用者               | アメリカ海軍など                                              | アメリカ海軍など                           |
| 就役期間             | 1943年 - 1974年                                               | 1943年 - 1974年                            |
| 前級                 | キャノン級（DET型）                                           | キャノン級（DET型）                        |
| 次級                 | ラッデロウ級（TEV型）                                         | ラッデロウ級（TEV型）                      |
| 主要諸元例           |                                                               |                                            |
| 排水量               | 基準：1,250トン                                               | 基準：1,250トン                            |
| 排水量               | 満載：1,590トン                                               |                                            |
| 全長                 | 93.27 m                                                       | 93.27 m                                    |
| 全幅                 | 11.15 m                                                       | 11.15 m                                    |
| 吃水                 | 3.18 m                                                        | 3.18 m                                     |
| 機関                 | CODAD方式                                                     | CODAD方式                                  |
| 機関                 | フェアバンクス・モース38D8-1/8-10ディーゼルエンジン (1,500hp) | 4基                                        |
| 機関                 | スクリュープロペラ                                            | 2軸                                        |
| 速力                 | 21ノット                                                      | 21ノット                                   |
| 航続距離             | 10,800海里 (12kt巡航時)                                       | 10,800海里 (12kt巡航時)                    |
| 乗員                 | 186名                                                         | 186名                                      |
| 兵装                 | Mk.22 3インチ単装緩射砲                                       | 3基                                        |
| 兵装                 | 40mm連装機銃                                                  | 1基                                        |
| 兵装                 | 20mm単装機銃                                                  | 8基                                        |
| 兵装                 | ヘッジホッグ対潜迫撃砲                                        | 1基                                        |
| 兵装                 | 片舷用爆雷投射機（K砲）                                       | 8基                                        |
| 兵装                 | Mk.9爆雷投下軌条                                              | 2条                                        |
| 兵装                 | 533mm3連装魚雷発射管                                          | 1基                                        |
| GFCS                 | Mk.52 (3インチ砲用)                                           | 1基                                        |
| GFCS                 | Mk.51 (40mm機銃用)                                            | 1基                                        |
| レーダー             | SA 対空捜索用                                                 | 1基                                        |
| レーダー             | SLまたはSU 対水上捜索用                                       | 1基                                        |
| ソナー               | QCまたはQJA 探信儀                                            | 1基                                        |
| 電子戦               | 短波方向探知機 (HF/DF)                                        | 短波方向探知機 (HF/DF)                     |

エドサル級護衛駆逐艦（エドサルきゅうごえいくちくかん、Edsall Class Destroyer Escorts）は、第二次世界大戦時にアメリカ海軍が建造・保有した護衛駆逐艦。主機方式・配置からFMR型 (Fairbanks-Morse Reduction-geared) とも呼ばれる。ネームシップはノーマン・エドサルに因んで命名されている。

## 設計
本級の設計は、長船体型のバックレイ級およびキャノン級の船体に、ギヤード・ディーゼル（CODAD）方式の主機を組み合わせたものとなっている。
主機としては、潜水艦で搭載されたのと同系列のフェアバンクス・モース社製38D8-1/8-10 2サイクル垂直対向8気筒ディーゼルエンジンを4基搭載する。ディーゼルエンジンは、それぞれ2基ずつ1組となって、逆転機構を備えた歯車減速機を介して両舷の推進器に接続されて駆動している。当時、歯車減速機の生産能力には限界があり、蒸気タービン搭載の主力艦・揚陸艦に優先的に供給されるために護衛駆逐艦においては不足気味であったが、低馬力であれば製造も比較的容易であることからこのような主機構成となった。機関部は2区画で構成され、左右にタンデム配置とされている。

## 装備
武器システムについては、おおむね、長船体のバックレイ級およびキャノン級に準じたものとされている。Mk.22 3インチ単装緩射砲は、艦首甲板と前部甲板室上に背負式に1基ずつ、また艦尾甲板にも1基と、計3基を備えている。
主砲用の主方位盤は艦橋上に設置されており、測距レーダーを備えたMk.52や、より本格的な射撃指揮レーダーを備えたMk.57（直視式）またはMk.63（斜視式）など、対空射撃を主とする機種が搭載された。
40mm機銃は、当初は上部構造物後端に連装砲架として搭載し、その直前にMk.51 射撃指揮装置を1基配していた。しかし第二次世界大戦末期には雷撃の機会がなくなったことから、煙突後方の上部構造物上に設置されていた3連装長魚雷発射管を撤去して、ここにも単装ないし連装の砲架と方位盤を配した艦が多くなった。また近接防空用の20mm機銃も多数が搭載された。

## 配備
本級は、計画通りに下記の85隻が建造され、全艦がアメリカ海軍に引き渡され、1943年に運用が開始された。
- DE-129 〜 DE-152
- DE-238 〜 DE-255
- DE-316 〜 DE-338
- DE-382 〜 DE-401

主に大西洋戦線で船団護衛や哨戒任務に従事し、このうちの5隻が第二次世界大戦で戦没、戦後に5隻が海外に供与されたが、残りは最後までアメリカ海軍での運用を継続し、1974年までに全艦が除籍された。
本級のうち、「スチュワート」のみテキサス州ガルベストンで博物館船として保存されている。

### 運用者
- アメリカ海軍: 75隻
- アメリカ沿岸警備隊: 12隻（アメリカ海軍退役艦）
- 中華民国海軍: 2隻
- メキシコ海軍: 1隻
- ベトナム共和国海軍: 2隻
- チュニジア海軍: 1隻
- ベトナム人民海軍: 1隻

## 同型艦
| 艦名                                                                | ハルナンバー | 建造所                                               | 起工           | 進水           | 就役           | 退役           | 最後 |
| ------------------------------------------------------------------- | ------------ | ---------------------------------------------------- | -------------- | -------------- | -------------- | -------------- | --- |
| エドサル (Edsall)                                                   | DE-129       | コンソリデーテッド・スチール、オレンジ(テキサス州)   | 1942年7月2日   | 1942年11月1日  | 1943年4月10日  | 1946年6月11日  | 1968年6月1日除籍、1969年7月スクラップとして売却 |
| ジェイコブ・ジョーンズ (Jacob Jones)                                | DE-130       | コンソリデーテッド・スチール、オレンジ(テキサス州)   | 1942年6月16日  | 1942年11月29日 | 1943年4月29日  | 1946年7月26日  | 1971年1月2日除籍、1973年8月22日スクラップとして売却 |
| ハムマン (Hammann) (予定：ラングレー)                               | DE-131       | コンソリデーテッド・スチール、オレンジ(テキサス州)   | 1942年7月10日  | 1942年12月13日 | 1943年5月17日  | 1945年10月24日 | 1972年10月1日除籍、1974年1月18日スクラップとして売却 |
| ロバート・E・ピアリー (Robert E Peary)                              | DE-132       | コンソリデーテッド・スチール、オレンジ(テキサス州)   | 1942年6月30日  | 1943年1月2日   | 1943年5月31日  | 1947年6月13日  | 1966年7月1日除籍、1967年9月6日スクラップとして売却 |
| ピルスベリー (Pillsbury)                                            | DE-133       | コンソリデーテッド・スチール、オレンジ(テキサス州)   | 1942年7月18日  | 1943年1月10日  | 1943年6月7日   | 1947年5月1日   | 1954年8月DER-133に再分類。1965年7月1日除籍、1966年スクラップとして売却 |
| ピルスベリー (Pillsbury)                                            | DE-133       | コンソリデーテッド・スチール、オレンジ(テキサス州)   | 1942年7月18日  | 1943年1月10日  | 1955年3月15日  | 1960年6月20日  | 1954年8月DER-133に再分類。1965年7月1日除籍、1966年スクラップとして売却 |
| ポープ (Pope)                                                       | DE-134       | コンソリデーテッド・スチール、オレンジ(テキサス州)   | 1942年7月14日  | 1943年1月12日  | 1943年6月25日  | 1946年5月17日  | 1971年1月2日除籍、1973年8月22日スクラップとして売却 |
| フラハーティ (Flaherty)                                             | DE-135       | コンソリデーテッド・スチール、オレンジ(テキサス州)   | 1942年11月7日  | 1943年1月17日  | 1943年6月26日  | 1946年6月17日  | 1965年4月1日除籍、1966年11月4日スクラップとして売却 |
| フレデリック・C・デイヴィス (Frederick C Davis)                     | DE-136       | コンソリデーテッド・スチール、オレンジ(テキサス州)   | 1942年11月9日  | 1943年1月24日  | 1943年7月14日  | N/A            | 1945年4月24日、ドイツ潜水艦U-546の雷撃を受け西大西洋で沈没 |
| ハーバート・C・ジョーンズ (Herbert C Jones)                         | DE-137       | コンソリデーテッド・スチール、オレンジ(テキサス州)   | 1942年11月30日 | 1943年1月19日  | 1943年7月21日  | 1947年5月2日   | 1972年7月1日除籍、1973年7月19日スクラップとして売却 |
| ダグラス・L・ハワード (Douglas L Howard)                            | DE-138       | コンソリデーテッド・スチール、オレンジ(テキサス州)   | 1942年12月8日  | 1943年1月24日  | 1943年7月29日  | 1946年6月17日  | 1972年10月1日除籍、1974年5月14日スクラップとして売却 |
| ファークハー (Farquhar)                                             | DE-139       | コンソリデーテッド・スチール、オレンジ(テキサス州)   | 1942年12月14日 | 1943年2月13日  | 1943年8月5日   | 1946年6月14日  | 1972年10月1日除籍、1974年3月21日スクラップとして売却 |
| J・R・Y・ブラークリー (J R Y Blakely)                               | DE-140       | コンソリデーテッド・スチール、オレンジ(テキサス州)   | 1942年12月16日 | 1943年3月7日   | 1943年8月16日  | 1946年6月14日  | 1971年1月2日除籍、1973年8月22日スクラップとして売却 |
| ヒル (Hill)                                                         | DE-141       | コンソリデーテッド・スチール、オレンジ(テキサス州)   | 1942年12日21日 | 1943年2月28日  | 1943年8月16日  | 1946年6月7日   | 1972年10月1日除籍、1974年1月18日スクラップとして売却 |
| フェッセンデン (Fessenden)                                          | DE-142       | コンソリデーテッド・スチール、オレンジ(テキサス州)   | 1943年1月4日   | 1943年3月9日   | 1943年8月25日  | 1946年6月24日  | 1951年10月1日DER-142に再分類。1966年9月1日除籍、1967年12月20日標的艦として真珠湾で沈没 |
| フェッセンデン (Fessenden)                                          | DE-142       | コンソリデーテッド・スチール、オレンジ(テキサス州)   | 1943年1月4日   | 1943年3月9日   | 1952年3月4日   | 1960年6月30日  | 1951年10月1日DER-142に再分類。1966年9月1日除籍、1967年12月20日標的艦として真珠湾で沈没 |
| フィスク (Fiske)                                                    | DE-143       | コンソリデーテッド・スチール、オレンジ(テキサス州)   | 1943年1月4日   | 1943年3月14日  | 1943年8月25日  | N/A            | 1944年8月2日、ドイツ潜水艦U-804の雷撃を受けアゾレス諸島北で沈没 |
| フロスト (Frost)                                                    | DE-144       | コンソリデーテッド・スチール、オレンジ(テキサス州)   | 1943年1月13日  | 1943年3月21日  | 1943年8月30日  | 1946年6月18日  | 1965年4月1日除籍、1966年12月29日スクラップとして売却 |
| ヒューズ (Huse)                                                     | DE-145       | コンソリデーテッド・スチール、オレンジ(テキサス州)   | 1943年1月11日  | 1943年3月23日  | 1943年8月30日  | 1946年3月27日  | 1973年8月1日除籍、1974年6月24日スクラップとして売却 |
| ヒューズ (Huse)                                                     | DE-145       | コンソリデーテッド・スチール、オレンジ(テキサス州)   | 1943年1月11日  | 1943年3月23日  | 1951年8月3日   | 1965年6月30日  | 1973年8月1日除籍、1974年6月24日スクラップとして売却 |
| インチ (Inch)                                                       | DE-146       | コンソリデーテッド・スチール、オレンジ(テキサス州)   | 1943年1月19日  | 1943年4月4日   | 1943年9月8日   | 1946年5月17日  | 1972年10月1日除籍、1974年3月21日スクラップとして売却 |
| ブレア (Blair)                                                      | DE-147       | コンソリデーテッド・スチール、オレンジ(テキサス州)   | 1943年1月19日  | 1943年4月6日   | 1943年9月13日  | 1946年6月28日  | 1956年11月1日DER-147に再分類。1972年12月1日除籍、1974年9月20日スクラップとして売却 |
| ブレア (Blair)                                                      | DE-147       | コンソリデーテッド・スチール、オレンジ(テキサス州)   | 1943年1月19日  | 1943年4月6日   | 1951年10月5日  | 1956年11月13日 | 1956年11月1日DER-147に再分類。1972年12月1日除籍、1974年9月20日スクラップとして売却 |
| ブレア (Blair)                                                      | DE-147       | コンソリデーテッド・スチール、オレンジ(テキサス州)   | 1943年1月19日  | 1943年4月6日   | 1957年12月2日  | 1960年6月15日  | 1956年11月1日DER-147に再分類。1972年12月1日除籍、1974年9月20日スクラップとして売却 |
| ブロウ (Brough)                                                     | DE-148       | コンソリデーテッド・スチール、オレンジ(テキサス州)   | 1943年1月22日  | 1943年4月10日  | 1943年9月18日  | 1946年3月22日  | 1965年11月1日除籍、1966年10月13日スクラップとして売却 |
| ブロウ (Brough)                                                     | DE-148       | コンソリデーテッド・スチール、オレンジ(テキサス州)   | 1943年1月22日  | 1943年4月10日  | 1951年9月7日   | 1965年6月30日  | 1965年11月1日除籍、1966年10月13日スクラップとして売却 |
| シャトレイン (Chatelain)                                            | DE-149       | コンソリデーテッド・スチール、オレンジ(テキサス州)   | 1943年1月25日  | 1943年4月21日  | 1943年9月22日  | 1946年6月14日  | 1973年8月1日除籍、スクラップとして売却 |
| ニューンザー (Neunzer)                                              | DE-150       | コンソリデーテッド・スチール、オレンジ(テキサス州)   | 1943年1月29日  | 1943年4月27日  | 1943年9月27日  | 1947年1月      | 1972年7月1日除籍、1973年11月1日スクラップとして売却 |
| プール (Poole)                                                      | DE-151       | コンソリデーテッド・スチール、オレンジ(テキサス州)   | 1943年2月13日  | 1943年5月8日   | 1943年9月29日  | 1947年1月      | 1971年1月2日除籍、1974年1月30日スクラップとして売却 |
| ピーターソン (Peterson)                                             | DE-152       | コンソリデーテッド・スチール、オレンジ(テキサス州)   | 1943年2月28日  | 1943年5月15日  | 1943年9月29日  | 1946年5月1日   | 1973年8月1日除籍、1974年スクラップとして売却 |
| ピーターソン (Peterson)                                             | DE-152       | コンソリデーテッド・スチール、オレンジ(テキサス州)   | 1943年2月28日  | 1943年5月15日  | 1952年5月2日   | 1965年6月      | 1973年8月1日除籍、1974年スクラップとして売却 |
| スチュワート (Stewart)                                              | DE-238       | ブラウン・シップビルディング、テキサス州ヒューストン | 1942年7月15日  | 1942年11月22日 | 1943年5月31日  | 1947年1月      | 1972年10月1日除籍。1974年6月25日博物館船としてテキサス州ガルベストンに寄贈 |
| スターテヴァント (Sturtevant)                                       | DE-239       | ブラウン・シップビルディング、テキサス州ヒューストン | 1942年7月15日  | 1942年12月3日  | 1943年6月16日  | 1946年3月24日  | 1956年11月1日DER-239に再分類。1972年12月1日除籍、1973年9月20日スクラップとして売却 |
| スターテヴァント (Sturtevant)                                       | DE-239       | ブラウン・シップビルディング、テキサス州ヒューストン | 1942年7月15日  | 1942年12月3日  | 1951年8月3日   | 1956年10月31日 | 1956年11月1日DER-239に再分類。1972年12月1日除籍、1973年9月20日スクラップとして売却 |
| スターテヴァント (Sturtevant)                                       | DE-239       | ブラウン・シップビルディング、テキサス州ヒューストン | 1942年7月15日  | 1942年12月3日  | 1957年10月5日  | 1960年6月      | 1956年11月1日DER-239に再分類。1972年12月1日除籍、1973年9月20日スクラップとして売却 |
| ムーア (Moore)                                                      | DE-240       | ブラウン・シップビルディング、テキサス州ヒューストン | 1942年7月20日  | 1942年12月21日 | 1943年7月1日   | 1947年6月30日  | 1973年8月1日除籍、1975年6月13日ヴァージニア沖で標的艦として沈没 |
| キース (Keith) (予定：スコット)                                     | DE-241       | ブラウン・シップビルディング、テキサス州ヒューストン | 1942年8月4日   | 1942年12月21日 | 1943年7月19日  | 1946年9月20日  | 1972年11月1日除籍、1973年スクラップとして売却 |
| トミック (Tomich)                                                   | DE-242       | ブラウン・シップビルディング、テキサス州ヒューストン | 1942年9月15日  | 1942年12月28日 | 1943年7月27日  | 1946年9月20日  | 1972年11月1日除籍、1974年1月20日スクラップとして売却 |
| J・リチャード・ワード (J.Richard Ward) (予定:ジェームズ・R・ワード) | DE-243       | ブラウン・シップビルディング、テキサス州ヒューストン | 1942年9月30日  | 1943年1月6日   | 1943年7月5日   | 1946年6月13日  | 1971年1月2日除籍、1972年4月10日スクラップとして売却 |
| オターステッター (Otterstetter)                                     | DE-244       | ブラウン・シップビルディング、テキサス州ヒューストン | 1942年9月9日   | 1943年1月19日  | 1943年8月6日   | 1946年9月21日  | 1951年12月DER-244に再分類。1974年8月1日除籍、1976年2月15日プエルトリコ沖で標的艦として沈没 |
| オターステッター (Otterstetter)                                     | DE-244       | ブラウン・シップビルディング、テキサス州ヒューストン | 1942年9月9日   | 1943年1月19日  | 1952年6月6日   | 1960年6月20日  | 1951年12月DER-244に再分類。1974年8月1日除籍、1976年2月15日プエルトリコ沖で標的艦として沈没 |
| スロート (Sloat)                                                    | DE-245       | ブラウン・シップビルディング、テキサス州ヒューストン | 1942年11月21日 | 1943月1日21日  | 1943年8月16日  | 1947年8月6日   | 1971年1月2日除籍、1972年4月10日スクラップとして売却 |
| スノーデン (Snowden)                                                | DE-246       | ブラウン・シップビルディング、テキサス州ヒューストン | 1942年12月7日  | 1943年2月19日  | 1943年8月23日  | 1946年3月29日  | 1968年9月23日除籍、1969年6月23日標的艦としてロードアイランド州ニューポート沖で沈没 |
| スノーデン (Snowden)                                                | DE-246       | ブラウン・シップビルディング、テキサス州ヒューストン | 1942年12月7日  | 1943年2月19日  | 1951年6月6日   | 1960年8月      | 1968年9月23日除籍、1969年6月23日標的艦としてロードアイランド州ニューポート沖で沈没 |
| スノーデン (Snowden)                                                | DE-246       | ブラウン・シップビルディング、テキサス州ヒューストン | 1942年12月7日  | 1943年2月19日  | 1961年10月2日  | 1968年9月23日  | 1968年9月23日除籍、1969年6月23日標的艦としてロードアイランド州ニューポート沖で沈没 |
| スタントン (Stanton)                                                | DE-247       | ブラウン・シップビルディング、テキサス州ヒューストン | 1942年12月7日  | 1943年2月21日  | 1943年8月7日   | 1947年6月2日   | 1970年12月1日除籍 |
| スウェシー (Sweasey)                                                | DE-248       | ブラウン・シップビルディング、テキサス州ヒューストン | 1942年12月30日 | 1943年3月18日  | 1943年8月31日  | 1946年1月15日  | 1972年11月1日除籍、1974年1月30日スクラップとして売却 |
| マーチャンド (Marchand)                                             | DE-249       | ブラウン・シップビルディング、テキサス州ヒューストン | 1942年12月30日 | 1943年3月20日  | 1943年9月8日   | 1947年4月25日  | 1971年1月2日除籍、1974年1月30日スクラップとして売却 |
| ハースト (Hurst)                                                    | DE-250       | ブラウン・シップビルディング、テキサス州ヒューストン | 1943年1月27日  | 1943年4月14日  | 1943年8月30日  | 1946年5月1日   | 1972年12月1日除籍。1973年10月1日コモドーロ・マニュアル・アズエタとしてメキシコ海軍に移籍 |
| キャンプ (Camp)                                                     | DE-251       | ブラウン・シップビルディング、テキサス州ヒューストン | 1943年1月27日  | 1943年4月16日  | 1943年9月16日  | 1946年5月1日   | 1951年10月21日DER-251に再分類。1971年2月13日ベトナム共和国海軍にチャン・ハング・ダオとして移籍。フィリピンへ脱出し、1976年4月5日ラジャ・ラカンドゥラとしてフィリピン海軍へ移籍 |
| キャンプ (Camp)                                                     | DE-251       | ブラウン・シップビルディング、テキサス州ヒューストン | 1943年1月27日  | 1943年4月16日  | 1956年7月31日  | 1971年2月13日  | 1951年10月21日DER-251に再分類。1971年2月13日ベトナム共和国海軍にチャン・ハング・ダオとして移籍。フィリピンへ脱出し、1976年4月5日ラジャ・ラカンドゥラとしてフィリピン海軍へ移籍 |
| ハワード・D・クロウ (Howard D.Crow)                                 | DE-252       | ブラウン・シップビルディング、テキサス州ヒューストン | 1943年2月6日   | 1943年4月26日  | 1943年9月27日  | 1946年5月22日  | 1968年9月23日除籍、1970年10月スクラップとして売却 |
| ハワード・D・クロウ (Howard D.Crow)                                 | DE-252       | ブラウン・シップビルディング、テキサス州ヒューストン | 1943年2月6日   | 1943年4月26日  | 1951年7月6日   | 1968年9月23日  | 1968年9月23日除籍、1970年10月スクラップとして売却 |
| ペティット (Pettit)                                                 | DE-253       | ブラウン・シップビルディング、テキサス州ヒューストン | 1943年2月6日   | 1943年4月28日  | 1943年9月23日  | 1946年5月6日   | 1973年8月1日除籍、1974年9月30日プエルトリコ沖で標的艦として沈没 |
| リケッツ (Ricketts)                                                 | DE-254       | ブラウン・シップビルディング、テキサス州ヒューストン | 1943年3月16日  | 1943年5月10日  | 1943年10月5日  | 1946年4月17日  | 1972年11月1日除籍、1974年1月18日スクラップとして売却 |
| セールストロム (Sellstrom)                                          | DE-255       | ブラウン・シップビルディング、テキサス州ヒューストン | 1943年3月16日  | 1943年5月12日  | 1943年10月12日 | 1946年6月13日  | 1955年10月21日DER-255に再分類。1965年11月1日除籍、1967年4月スクラップとして売却 |
| セールストロム (Sellstrom)                                          | DE-255       | ブラウン・シップビルディング、テキサス州ヒューストン | 1943年3月16日  | 1943年5月12日  | 1956年10月1日  | 1960年6月      | 1955年10月21日DER-255に再分類。1965年11月1日除籍、1967年4月スクラップとして売却 |
| ハーヴェソン (Harveson)                                             | DE-316       | コンソリデーテッド・スチール、テキサス州オレンジ     | 1943年3月9日   | 1943年5月22日  | 1943年10月12日 | 1947年5月9日   | 1950年9月13日DER-316に再分類。1966年12月1日除籍、1967年10月10日カリフォルニア沖で標的艦として沈没 |
| ハーヴェソン (Harveson)                                             | DE-316       | コンソリデーテッド・スチール、テキサス州オレンジ     | 1943年3月9日   | 1943年5月22日  | 1951年2月12日  | 1960年6月30日  | 1950年9月13日DER-316に再分類。1966年12月1日除籍、1967年10月10日カリフォルニア沖で標的艦として沈没 |
| ジョイス (Joyce)                                                    | DE-317       | コンソリデーテッド・スチール、テキサス州オレンジ     | 1943年3月8日   | 1943年5月26日  | 1943年9月30日  | 1946年5月1日   | 1950年9月13日DER-317に再分類。1972年12月1日除籍、1973年9月11日スクラップとして売却 |
| ジョイス (Joyce)                                                    | DE-317       | コンソリデーテッド・スチール、テキサス州オレンジ     | 1943年3月8日   | 1943年5月26日  | 1951年2月28日  | 1960年6月17日  | 1950年9月13日DER-317に再分類。1972年12月1日除籍、1973年9月11日スクラップとして売却 |
| カークパトリック (Kirkpatrick)                                      | DE-318       | コンソリデーテッド・スチール、テキサス州オレンジ     | 1943年3月15日  | 1943年6月5日   | 1943年10月23日 | 1946年5月1日   | 1951年10月1日DER-318に再分類。1974年8月1日除籍、1975年3月12日スクラップとして売却 |
| カークパトリック (Kirkpatrick)                                      | DE-318       | コンソリデーテッド・スチール、テキサス州オレンジ     | 1943年3月15日  | 1943年6月5日   | 1952年2月23日  | 1960年6月24日  | 1951年10月1日DER-318に再分類。1974年8月1日除籍、1975年3月12日スクラップとして売却 |
| レオポルド (Leopold)                                                | DE-319       | コンソリデーテッド・スチール、テキサス州オレンジ     | 1943年3月24日  | 1943年6月12日  | 1943年10月18日 | N/A            | 1944年3月10日アイスランド南方でドイツ潜水艦U-255の雷撃を受け沈没 |
| メンゲス (Menges)                                                   | DE-320       | コンソリデーテッド・スチール、テキサス州オレンジ     | 1943年3月22日  | 1943年6月15日  | 1943年10月26日 | 1947年1月      | 1944年3月3日ブージー湾で艦尾にドイツ潜水艦U-371の雷撃を受ける。ブルックリン海軍工廠で損傷したホルダーの艦尾を使い艦尾を修理し1944年9月26日復帰。1971年1月2日除籍、1972年4月10日スクラップとして売却. |
| モスレー (Mosley)                                                   | DE-321       | コンソリデーテッド・スチール、テキサス州オレンジ     | 1943年4月6日   | 1943年6月26日  | 1943年10月30日 | 1946年3月15日  | 1971年1月2日除籍、1973年8月22日スクラップとして売却 |
| ニューエル (Newell)                                                 | DE-322       | コンソリデーテッド・スチール、テキサス州オレンジ     | 1943年4月5日   | 1943年6月29日  | 1943年10月30日 | 1945年11月20日 | 1951年6月20日アメリカ沿岸警備隊にUSCGCニューエル(WDE-422)として就役。1954年6月1日警備隊を退役し、海軍に復帰。1956年11月1日DER-322に再分類。1968年9月23日除籍。1971年12月15日スクラップとして売却 |
| ニューエル (Newell)                                                 | DE-322       | コンソリデーテッド・スチール、テキサス州オレンジ     | 1943年4月5日   | 1943年6月29日  | 1957年8月20日  | 1968年9月21日  | 1951年6月20日アメリカ沿岸警備隊にUSCGCニューエル(WDE-422)として就役。1954年6月1日警備隊を退役し、海軍に復帰。1956年11月1日DER-322に再分類。1968年9月23日除籍。1971年12月15日スクラップとして売却 |
| プライド (Pride)                                                    | DE-323       | コンソリデーテッド・スチール、テキサス州オレンジ     | 1943年4月12日  | 1943年7月3日   | 1943年11月13日 | 1946年4月26日  | 1951年7月20日アメリカ沿岸警備隊にUSCGCプライド(WDE-423)として就役。1954年6月1日警備隊を退役し海軍に復帰。1971年1月2日除籍、1974年1月30日スクラップとして売却 |
| ファルゴウト (Falgout)                                              | DE-324       | コンソリデーテッド・スチール、テキサス州オレンジ     | 1943年5月26日  | 1943年7月24日  | 1943年11月15日 | 1947年4月18日  | 1951年8月24日アメリカ沿岸警備隊にUSCGCファルゴウト(WDE-424)として就役。1954年5月21日警備隊を退役し海軍に復帰。1954年10月28日DER-324に再分類。1975年6月1日除籍、1977年1月12日カリフォルニア沖で標的艦として沈没 |
| ファルゴウト (Falgout)                                              | DE-324       | コンソリデーテッド・スチール、テキサス州オレンジ     | 1943年5月26日  | 1943年7月24日  | 1955年6月30日  | 1969年10月10日 | 1951年8月24日アメリカ沿岸警備隊にUSCGCファルゴウト(WDE-424)として就役。1954年5月21日警備隊を退役し海軍に復帰。1954年10月28日DER-324に再分類。1975年6月1日除籍、1977年1月12日カリフォルニア沖で標的艦として沈没 |
| ロウ (Lowe)                                                         | DE-325       | コンソリデーテッド・スチール、テキサス州オレンジ     | 1943年5月24日  | 1943年7月28日  | 1943年11月22日 | 1946年5月1日   | 1951年7月20日アメリカ沿岸警備隊にUSCGCロウ(WDE-425)として就役。1954年6月1日警備隊を退役し海軍に復帰。1954年10月28日DER-325に再分類。1968年9月23日除籍、1969年9月3日スクラップとして売却 |
| ロウ (Lowe)                                                         | DE-325       | コンソリデーテッド・スチール、テキサス州オレンジ     | 1943年5月24日  | 1943年7月28日  | 1955年1月15日  | 1968年9月23日  | 1951年7月20日アメリカ沿岸警備隊にUSCGCロウ(WDE-425)として就役。1954年6月1日警備隊を退役し海軍に復帰。1954年10月28日DER-325に再分類。1968年9月23日除籍、1969年9月3日スクラップとして売却 |
| トーマス・J・ゲイリー (Thomas J. Gary) (元：ゲイリー)               | DE-326       | コンソリデーテッド・スチール、テキサス州オレンジ     | 1943年6月15日  | 1943年8月21日  | 1943年11月27日 | 1947年3月7日   | 1945年1月1日ゲイリーから軽巡洋艦CL-147との名前の被りを避けるため改名。1956年11月1日DER-326に再分類。1973年10月22日除籍。1973年10月22日チュニジア海軍に移籍してプレジデント・ブルギバに改名 |
| トーマス・J・ゲイリー (Thomas J. Gary) (元：ゲイリー)               | DE-326       | コンソリデーテッド・スチール、テキサス州オレンジ     | 1943年6月15日  | 1943年8月21日  | 1957年8月2日   | 1973年10月22日 | 1945年1月1日ゲイリーから軽巡洋艦CL-147との名前の被りを避けるため改名。1956年11月1日DER-326に再分類。1973年10月22日除籍。1973年10月22日チュニジア海軍に移籍してプレジデント・ブルギバに改名 |
| ブリスター (Brister) (予定：オトール)                               | DE-327       | コンソリデーテッド・スチール、テキサス州オレンジ     | 1943年6月14日  | 1943年8月24日  | 1943年11月30日 | 1946年10月4日  | 1955年10月21日DER-327に再分類。1968年9月23日除籍、1971年11月3日スクラップとして売却 |
| ブリスター (Brister) (予定：オトール)                               | DE-327       | コンソリデーテッド・スチール、テキサス州オレンジ     | 1943年6月14日  | 1943年8月24日  | 1956年7月21日  | 1968年9月21日  | 1955年10月21日DER-327に再分類。1968年9月23日除籍、1971年11月3日スクラップとして売却 |
| フィンチ (Finch)                                                    | DE-328       | コンソリデーテッド・スチール、テキサス州オレンジ     | 1943年6月29日  | 1943年8月28日  | 1943年12月13日 | 1946年10月4日  | 1951年8月21日アメリカ沿岸警備隊にUSCGCフィンチ(WDE-428)として就役。1954年4月23日警備隊を退役し海軍に復帰。1955年10月21日DER-328に再分類。1974年2月1日除籍、1974年9月27日スクラップとして売却 |
| フィンチ (Finch)                                                    | DE-328       | コンソリデーテッド・スチール、テキサス州オレンジ     | 1943年6月29日  | 1943年8月28日  | 1956年9月17日  | 1973年10月1日  | 1951年8月21日アメリカ沿岸警備隊にUSCGCフィンチ(WDE-428)として就役。1954年4月23日警備隊を退役し海軍に復帰。1955年10月21日DER-328に再分類。1974年2月1日除籍、1974年9月27日スクラップとして売却 |
| クレッチマー (Kretchmer)                                            | DE-329       | コンソリデーテッド・スチール、テキサス州オレンジ     | 1943年6月28日  | 1943年8月31日  | 1943年12月27日 | 1946年9月20日  | 1955年10月21日DER-329に再分類。1973年9月30日除籍、1974年5月14日スクラップとして売却 |
| クレッチマー (Kretchmer)                                            | DE-329       | コンソリデーテッド・スチール、テキサス州オレンジ     | 1943年6月28日  | 1943年8月31日  | 1956年9月22日  | 1973年10月1日  | 1955年10月21日DER-329に再分類。1973年9月30日除籍、1974年5月14日スクラップとして売却 |
| オライリー (O'Reilly)                                               | DE-330       | コンソリデーテッド・スチール、テキサス州オレンジ     | 1943年7月29日  | 1943年10月日   | 1943年12月28日 | 1946年6月15日  | 1971年1月15日除籍、1972年4月10日スクラップとして売却 |
| コイナー (Koiner)                                                   | DE-331       | コンソリデーテッド・スチール、テキサス州オレンジ     | 1943年7月26日  | 1943年10月5日  | 1943年12月27日 | 1946年10月4日  | 1951年6月20日アメリカ沿岸警備隊にUSCGCコイナー(WDE-431)として就役。1954年5月14日警備隊を退役し海軍に復帰。1954年10月28日DER-328に再分類。1968年9月23日除籍、1969年9月3日スクラップとして売却 |
| コイナー (Koiner)                                                   | DE-331       | コンソリデーテッド・スチール、テキサス州オレンジ     | 1943年7月26日  | 1943年10月5日  | 1955年8月26日  | 1968年9月23日  | 1951年6月20日アメリカ沿岸警備隊にUSCGCコイナー(WDE-431)として就役。1954年5月14日警備隊を退役し海軍に復帰。1954年10月28日DER-328に再分類。1968年9月23日除籍、1969年9月3日スクラップとして売却 |
| プライス (Price)                                                    | DE-332       | コンソリデーテッド・スチール、テキサス州オレンジ     | 1943年8月24日  | 1943年10月30日 | 1944年1月12日  | 1947年5月16日  | 1955年10月21日DER-332に再分類。1974年8月1日除籍、1975年3月12日スクラップとして売却 |
| プライス (Price)                                                    | DE-332       | コンソリデーテッド・スチール、テキサス州オレンジ     | 1943年8月24日  | 1943年10月30日 | 1956年8月1日   | 1960年6月30日  | 1955年10月21日DER-332に再分類。1974年8月1日除籍、1975年3月12日スクラップとして売却 |
| ストリックランド (Strickland)                                       | DE-333       | コンソリデーテッド・スチール、テキサス州オレンジ     | 1943年8月23日  | 1943年11月2日  | 1944年1月10日  | 1946年6月15日  | 1951年10月1日DER-333に再分類。1972年12月1日除籍、1974年9月10日スクラップとして売却 |
| ストリックランド (Strickland)                                       | DE-333       | コンソリデーテッド・スチール、テキサス州オレンジ     | 1943年8月23日  | 1943年11月2日  | 1952年2月2日   | 1960年6月17日  | 1951年10月1日DER-333に再分類。1972年12月1日除籍、1974年9月10日スクラップとして売却 |
| フォスター (Foster)                                                 | DE-334       | コンソリデーテッド・スチール、テキサス州オレンジ     | 1943年8月31日  | 1943月11月13日 | 1944年1月25日  | 1946年6月15日  | 1951年6月29日アメリカ沿岸警備隊にUSCGCフォスター(WDE-434)として就役。1954年5月25日警備隊を退役し海軍に復帰。1955年10月21日DER-334に再分類。1971年9月25日除籍。1971年9月25日ベトナム共和国海軍に移籍しトラン・カン・ドゥに改名。1975年4月29日ベトナム人民海軍に捕獲されダイ・キーに改名 、南ベトナム陥落後もベトナム海軍に所属し続けた |
| フォスター (Foster)                                                 | DE-334       | コンソリデーテッド・スチール、テキサス州オレンジ     | 1943年8月31日  | 1943月11月13日 | 1956年10月23日 | 1971年9月25日  | 1951年6月29日アメリカ沿岸警備隊にUSCGCフォスター(WDE-434)として就役。1954年5月25日警備隊を退役し海軍に復帰。1955年10月21日DER-334に再分類。1971年9月25日除籍。1971年9月25日ベトナム共和国海軍に移籍しトラン・カン・ドゥに改名。1975年4月29日ベトナム人民海軍に捕獲されダイ・キーに改名 、南ベトナム陥落後もベトナム海軍に所属し続けた |
| ダニエル (Daniel)                                                   | DE-335       | コンソリデーテッド・スチール、テキサス州オレンジ     | 1943年8月30日  | 1943年11月16日 | 1944年1月24日  | 1946年4月12日  | 1971年1月15日除籍、1974年1月30日スクラップとして売却 |
| ロイ・O・ホール (Roy O. Hale)                                       | DE-336       | コンソリデーテッド・スチール、テキサス州オレンジ     | 1943年9月13日  | 1943年11月20日 | 1944年2月日    | 1946年7月11日  | 1955年10月21日DER-336に再分類。1974年8月1日除籍、1975年3月12日スクラップとして売却 |
| ロイ・O・ホール (Roy O. Hale)                                       | DE-336       | コンソリデーテッド・スチール、テキサス州オレンジ     | 1943年9月13日  | 1943年11月20日 | 1957年1月29日  | 1963年7月15日  | 1955年10月21日DER-336に再分類。1974年8月1日除籍、1975年3月12日スクラップとして売却 |
| デール・W・ピーターソン (Dale W. Peterson                           | DE-337       | コンソリデーテッド・スチール、テキサス州オレンジ     | 1943年10月25日 | 1943年12月22日 | 1944年2月17日  | 1946年3月27日  | 1971年1月2日除籍、1972年4月10日スクラップとして売却 |
| マーティン・H・レイ (Matrin H. Ray)                                 | DE-338       | コンソリデーテッド・スチール、テキサス州オレンジ     | 1943年10月27日 | 1943年12月29日 | 1944年2月28日  | 1946年3月      | 1966月5月1日、1967年3月30日スクラップとして売却 |
| ラムスデン (Ramsden)                                                | DE-382       | ブラウン・シップビルディング、テキサス州ヒューストン | 1943年3月26日  | 1943年5月24日  | 1943年10月19日 | 1946年6月13日  | 1952年4月1日アメリカ沿岸警備隊にUSCGCラムスデン(WDE-482)として移籍。1954年6月28日警備隊を退役し海軍に復帰。DER-382に再分類。1974年8月1日除籍、その後標的艦として沈 |
| ラムスデン (Ramsden)                                                | DE-382       | ブラウン・シップビルディング、テキサス州ヒューストン | 1943年3月26日  | 1943年5月24日  | 1957年12月10日 | 1960年6月23日  | 1952年4月1日アメリカ沿岸警備隊にUSCGCラムスデン(WDE-482)として移籍。1954年6月28日警備隊を退役し海軍に復帰。DER-382に再分類。1974年8月1日除籍、その後標的艦として沈 |
| ミルズ (Mills)                                                      | DE-383       | ブラウン・シップビルディング、テキサス州ヒューストン | 1943年3月26日  | 1943年5月26日  | 1943年10月12日 | 1946年6月14日  | 1956年11月1日DER-383に再分類。1974年8月1日、1975年3月12日スクラップとして売却 |
| ミルズ (Mills)                                                      | DE-383       | ブラウン・シップビルディング、テキサス州ヒューストン | 1943年3月26日  | 1943年5月26日  | 1957年10月3日  | 1970年10月27日 | 1956年11月1日DER-383に再分類。1974年8月1日、1975年3月12日スクラップとして売却 |
| ローデス (Rhodes)                                                   | DE-384       | ブラウン・シップビルディング、テキサス州ヒューストン | 1943年4月19日  | 1943年6月29日  | 1943年10月25日 | 1946年6月13日  | 1954年10月28日DER-384に再分類。1974年8月1日除籍、1975年3月12日スクラップとして売却 |
| ローデス (Rhodes)                                                   | DE-384       | ブラウン・シップビルディング、テキサス州ヒューストン | 1943年4月19日  | 1943年6月29日  | 1955年8月1日   | 1963年7月10日  | 1954年10月28日DER-384に再分類。1974年8月1日除籍、1975年3月12日スクラップとして売却 |
| リッチェイ (Richey)                                                 | DE-385       | ブラウン・シップビルディング、テキサス州ヒューストン | 1943年4月19日  | 1943年6月30日  | 1943年10月30日 | 1947年1月      | 1952年4月1日アメリカ沿岸警備隊にUSCGCリッチェイ(WDE-485)として就役。1954年6月28日警備隊を退役し海軍に復帰。1968年6月30日除籍、1969年7月標的艦としてカリフォルニア沖で沈没 |
| サヴェージ (Savage)                                                 | DE-386       | ブラウン・シップビルディング、テキサス州ヒューストン | 1943年4月30日  | 1943年7月15日  | 1943年10月29日 | 1946年6月13日  | 1954年10月28日DER-386に再分類。1975年6月1日除籍。1982年10月25日標的艦としてカリフォルニア沖で沈没 |
| サヴェージ (Savage)                                                 | DE-386       | ブラウン・シップビルディング、テキサス州ヒューストン | 1943年4月30日  | 1943年7月15日  | 1955年2月18日  | 1969年10月17日 | 1954年10月28日DER-386に再分類。1975年6月1日除籍。1982年10月25日標的艦としてカリフォルニア沖で沈没 |
| ヴァンス (Vance)                                                    | DE-387       | ブラウン・シップビルディング、テキサス州ヒューストン | 1943年4月30日  | 1943年7月16日  | 1943年11月1日  | 1946年2月27日  | May 1952年5月9日アメリカ沿岸警備隊にUSCGCヴァンス(WDE-487)として就役。1954年6月16日警備隊を退役し海軍に復帰。1955年10月21日DER-387に再分類。1975年6月1日除籍、1985年標的艦として沈没 |
| ヴァンス (Vance)                                                    | DE-387       | ブラウン・シップビルディング、テキサス州ヒューストン | 1943年4月30日  | 1943年7月16日  | 1956年10月5日  | 1969年10月10日 | May 1952年5月9日アメリカ沿岸警備隊にUSCGCヴァンス(WDE-487)として就役。1954年6月16日警備隊を退役し海軍に復帰。1955年10月21日DER-387に再分類。1975年6月1日除籍、1985年標的艦として沈没 |
| ランシング (Lansing)                                                | DE-388       | ブラウン・シップビルディング、テキサス州ヒューストン | 1943年5月15日  | 1943年8月2日   | 1943年11月10日 | 1946年4月26日  | 1952年6月15日アメリカ沿岸警備隊にUSCGCランシング(WDE-488)として就役。1954年3月29日警備隊を退役し海軍に復帰。1955年10月21日DER-388に再分類。1974年2月1日除籍、1974年8月16日スクラップとして売却 |
| ランシング (Lansing)                                                | DE-388       | ブラウン・シップビルディング、テキサス州ヒューストン | 1943年5月15日  | 1943年8月2日   | 1956年12月18日 | 1965年5月21日  | 1952年6月15日アメリカ沿岸警備隊にUSCGCランシング(WDE-488)として就役。1954年3月29日警備隊を退役し海軍に復帰。1955年10月21日DER-388に再分類。1974年2月1日除籍、1974年8月16日スクラップとして売却 |
| デュラント (Durant)                                                 | DE-389       | ブラウン・シップビルディング、テキサス州ヒューストン | 1943年5月15日  | 1943年8月3日   | 1943年11月16日 | 1946年2月27日  | 1952年5月9日アメリカ沿岸警備隊にUSCGCデュラント(WDE-48)として就役。1954年6月16日警備隊を退役し海軍に復帰。1955年12月7日DER-389に再分類。1974年4月1日除籍、1974年8月16日スクラップとして売却 |
| デュラント (Durant)                                                 | DE-389       | ブラウン・シップビルディング、テキサス州ヒューストン | 1943年5月15日  | 1943年8月3日   | 1956年12月7日  | 1964年6月      | 1952年5月9日アメリカ沿岸警備隊にUSCGCデュラント(WDE-48)として就役。1954年6月16日警備隊を退役し海軍に復帰。1955年12月7日DER-389に再分類。1974年4月1日除籍、1974年8月16日スクラップとして売却 |
| カルカターラ (Calcaterra)                                           | DE-390       | ブラウン・シップビルディング、テキサス州ヒューストン | 1943年5月28日  | 1943年8月16日  | 1943年11月17日 | 1946年5月1日   | 1954年10月28日DER-390に再分類。1973年7月2日除籍、1974年5月14日スクラップとして売却 |
| カルカターラ (Calcaterra)                                           | DE-390       | ブラウン・シップビルディング、テキサス州ヒューストン | 1943年5月28日  | 1943年8月16日  | 1955年9月12日  | 1973年7月2日   | 1954年10月28日DER-390に再分類。1973年7月2日除籍、1974年5月14日スクラップとして売却 |
| チャンバース (Chambers)                                             | DE-391       | ブラウン・シップビルディング、テキサス州ヒューストン | 1943年5月28日  | 1943年8月17日  | 1943年11月22日 | 1946年4月22日  | 1952年6月11日アメリカ沿岸警備隊にUSCGCチャンバース(WDE-491)として就役。1954年7月30日警備隊を退役し海軍に復帰。1954年10月28日DER-391に再分類。1975年3月1日除籍、1975年9月24日スクラップとして売却 |
| チャンバース (Chambers)                                             | DE-391       | ブラウン・シップビルディング、テキサス州ヒューストン | 1943年5月28日  | 1943年8月17日  | 1955年6月1日   | 1960年6月20日  | 1952年6月11日アメリカ沿岸警備隊にUSCGCチャンバース(WDE-491)として就役。1954年7月30日警備隊を退役し海軍に復帰。1954年10月28日DER-391に再分類。1975年3月1日除籍、1975年9月24日スクラップとして売却 |
| メリル (Merrill)                                                    | DE-392       | ブラウン・シップビルディング、テキサス州ヒューストン | 1943年7月1日   | 1943年8月29日  | 1943年11月27日 | 1946年5月1日   | 1971年4月2日除籍、1974年9月30日スクラップとして売却 |
| ヘイヴァーフィールド (Haverfield)                                   | DE-393       | ブラウン・シップビルディング、テキサス州ヒューストン | 1943年7月1日   | 1943年8月30日  | 1943年11月29日 | 1947年6月30日  | 1954年9月2日DER-393に再分類。1969年6月2日除籍、1971年12月15日スクラップとして売却 |
| ヘイヴァーフィールド (Haverfield)                                   | DE-393       | ブラウン・シップビルディング、テキサス州ヒューストン | 1943年7月1日   | 1943年8月30日  | 1955年1月4日   | 1969年6月2日   | 1954年9月2日DER-393に再分類。1969年6月2日除籍、1971年12月15日スクラップとして売却 |
| スウェニング (Swenning)                                             | DE-394       | ブラウン・シップビルディング、テキサス州ヒューストン | 1943年7月17日  | 1943年9月13日  | 1943年12月1日  | 1946年6月18日  | 1972年7月1日除籍、1974年1月17日スクラップとして売却 |
| ウィリス (Willis)                                                   | DE-395       | ブラウン・シップビルディング、テキサス州ヒューストン | 1943年7月17日  | 1943年9月14日  | 1943年12月10日 | 1946年6月14日  | 1972年7月1日除籍、1972年スクラップとして売却 |
| ジャンセン (Janssen)                                                | DE-396       | ブラウン・シップビルディング、テキサス州ヒューストン | 1943年8月4日   | 1943年10月4日  | 1943年12月18日 | 1946年6月19日  | 1972年7月1日除籍、1973年10月15日スクラップとして売却 |
| ウィルホイット (Wilhoite)                                           | DE-397       | ブラウン・シップビルディング、テキサス州ヒューストン | 1943年8月4日   | 1943年10月5日  | 1943年12月16日 | 1946年6月19日  | 1954年9月2日DER-397に再分類。1969年7月2日除籍、1972年7月19日スクラップとして売却 |
| ウィルホイット (Wilhoite)                                           | DE-397       | ブラウン・シップビルディング、テキサス州ヒューストン | 1943年8月4日   | 1943年10月5日  | 1955年1月29日  | 1969年7月2日   | 1954年9月2日DER-397に再分類。1969年7月2日除籍、1972年7月19日スクラップとして売却 |
| コックリル (Cockrill)                                               | DE-398       | ブラウン・シップビルディング、テキサス州ヒューストン | 1943年8月31日  | 1943年10月29日 | 1943年12月24日 | 1946年6月21日  | 1973年8月1日除籍、1974年11月19日フロリダ沖で標的艦として沈没 |
| ストックデール (Stockdale)                                          | DE-399       | ブラウン・シップビルディング、テキサス州ヒューストン | 1943年8月31日  | 1943年10月30日 | 1943年12月31日 | 1946年6月15日  | 1972年7月1日除籍、1974年5月24日フロリダ沖で標的艦として沈没 |
| ヒッセム (Hissem)                                                   | DE-400       | ブラウン・シップビルディング、テキサス州ヒューストン | 1943年10月6日  | 1943年12月26日 | 1944年1月13日  | 1946年6月15日  | 1955年10月21日DER-400に再分類。1975年6月1日除籍、1982年2月24日カリフォルニア沖で標的艦として沈没 |
| ヒッセム (Hissem)                                                   | DE-400       | ブラウン・シップビルディング、テキサス州ヒューストン | 1943年10月6日  | 1943年12月26日 | 1956年8月31日  | 1970年5月15日  | 1955年10月21日DER-400に再分類。1975年6月1日除籍、1982年2月24日カリフォルニア沖で標的艦として沈没 |
| ホルダー (Holder)                                                   | DE-401       | ブラウン・シップビルディング、テキサス州ヒューストン | 1943年10月6日  | 1943年12月27日 | 1944年1月18日  | 1944年9月13日  | 1944年4月11日アルジェ北東でドイツ軍機から雷撃を受ける。1944年9月23日除籍。艦尾はメンゲスの修理に使われた。1947年6月19日残った船体はスクラップとして売却 |